# Joseph Danlami Bagobiri
Joseph Danlami Bagobiri (Fadan Kagoma, 8 de novembro de 1957 - Kaduna, 27 de fevereiro de 2018) foi um clérigo nigeriano e bispo católico romano de Kafanchan.
Joseph Danlami Bagobiri estudou filosofia e teologia no Seminário de Jos (1977/83), na Pontifícia Universidade Urbaniana de Roma, na Universidade Franciscana de Steubenville em Ohio e na Pontifícia Universidade de São Tomás de Aquino em Roma. Bagobiri recebeu o Sacramento da Ordem em 11 de junho de 1983.
Em 10 de julho de 1995, o Papa João Paulo II o nomeou primeiro bispo da diocese de Kafanchan, que foi erigida na mesma data. O arcebispo de Kaduna, Peter Yariyok Jatau, consagrou-o bispo em 21 de outubro do mesmo ano; Os co-consagradores foram o Arcebispo de Jos, [[Gabriel Gonsum Ganaka[[ e o Arcebispo de Abuja, John Onaiyekan.